# Mertensia platyphylla
Mertensia platyphylla är en strävbladig växtart som beskrevs av A. A. Heller. Mertensia platyphylla ingår i släktet fjärvor, och familjen strävbladiga växter. Utöver nominatformen finns också underarten M. p. subcordata.